# Illa des Bosc
La Illa des Bosc es una pequeña isla deshabitada de la costa noroeste de la isla española de Ibiza. Se encuentra dentro del municipio de San José, al norte de la Cala Comte. Es una de las islas más pequeñas del archipiélago balear. 

## Historia
Se estima que este islote se separó de Ibiza hace unos 6000 años, al mismo tiempo que los islotes vecinos: la Isla Conejera y la Illa de s’Espartar.
Se conservan restos de un muro de piedras en la zona sur y sureste. Este muro habría alcanzado los 448 metros de longitud y habría servido en el pasado para convertir la isla en un refugio para los lugareños. También en la parte más plana y cercana a la costa, se hallaron cerámicas que fueron datadas en el siglo I d. C.